# ولایت پکتیکا
ولایت پَکتیکا (ریگ‌ودا: Pakthas/پَکتهه یونانی: Πἁκτυες/پِکتویس انگلیسی: Pactyan) یکی از ٣۴ ولایت افغانستان به مرکزیت شهر شرن می‌باشد که از ولایات شرقی افغانستان به‌شمار می‌رود. براساس احصائیه ١٣٩٩ ولایت پکتیا ٧٧۵٬۴٩٨ جمعیت، و ١٩٬۴٨٢ کیلومتر مربع پهناوری دارد.

## نام
هرودوت مورخ یونانی از مردم باستانی «پکتیس» و «پکتویس» یاد کرده و سرزمین آنها را پکتیکا ذکر کرده‌است. بطلمیوس هم نام این مردم را «پَکتیَن،پَکتیان» (Pactyan) نوشته‌است.

## مردم
از جمعیت ٧٧۵٬۴٩٨ نفری این ولایت ۹۶٪ را پشتون‌ها تشکیل می‌دهند.
حدود ۱۵٬۰۰۰ نفر (۱٫۸٪) ازبک و ۵٬۰۰۰ نفر نیز از سایر اقوام حضور دارند. گمان می‌رود این اقوام بیشتر هزاره و بلوچ باشند. همچنین در سدهٔ ۱۹ گروهی تاجیک که به شغل آهن‌فروشی مشغول بودند نیز در این ولایت حضور داشتند.

## تقسیمات استانی

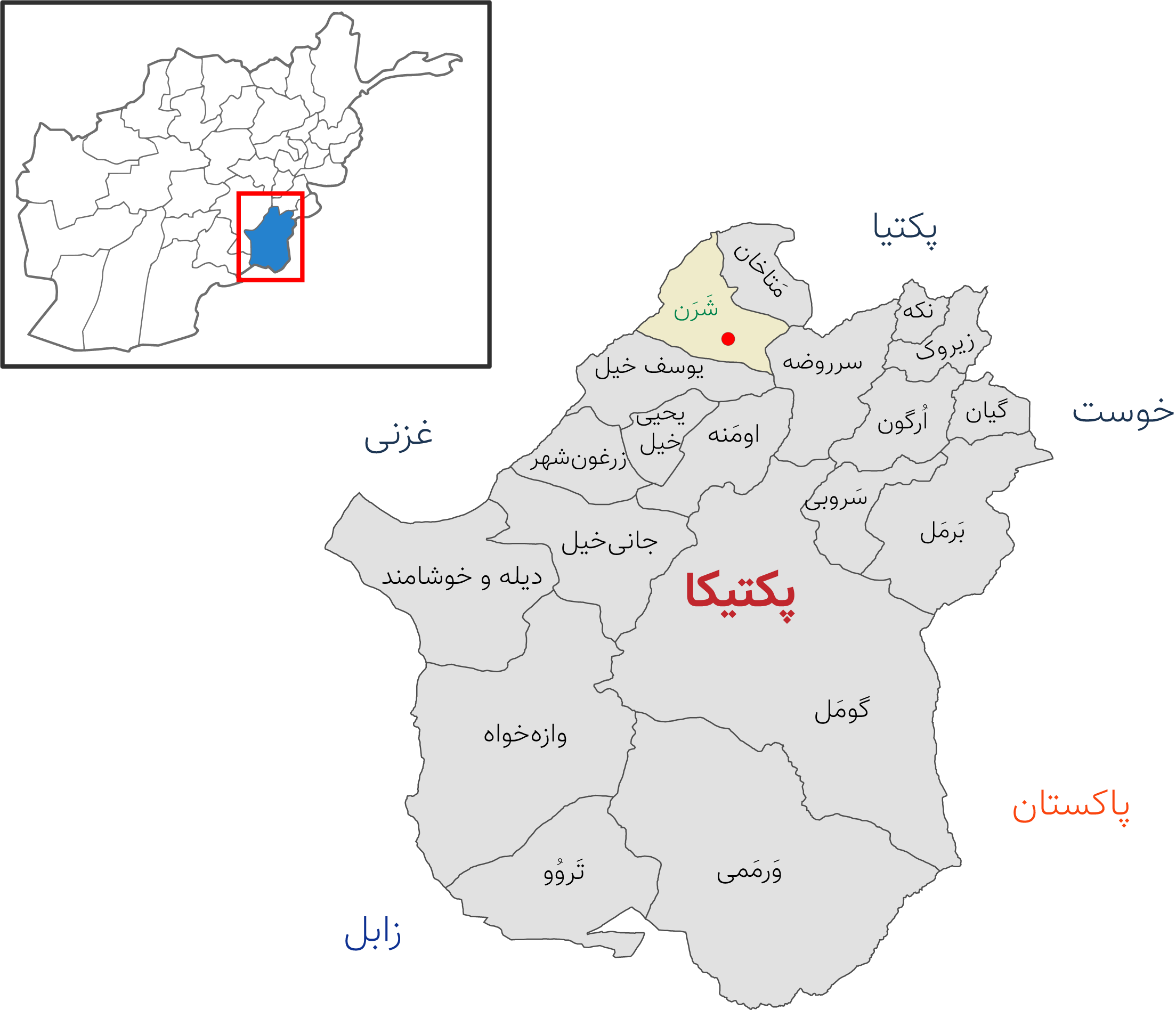
ولسوالی‌های پکتیکا

## تقسیمات استانی[۷]
- مرکز ولایت: شرن

| - اُرگون - اومَنه - بَرمَل - تَروُو - جانی‌خیل - دیله و خوشامند - زرغون‌شهر - زیروک - سرروضه - سَروبی | - شَرَنه - گومَل - گیان - مَتاخان - نکه - وازه‌خواه - وَرمَمی - یحیی‌خیل - یوسف خیل |